# Primera División de España 1944-45
La temporada 1944/45 de la Primera División de España de fútbol corresponde a la decimocuarta edición del campeonato. Comenzó el 24 de septiembre de 1944 y terminó el 20 de mayo de 1945.
El campeón fue el C. F. Barcelona logrando su segundo trofeo, fue la temporada del debut en la categoría del Real Gijón, tras varios años luchando en las liguillas de ascenso sin éxito.

## Equipos participantes
Esta temporada participaron 14 equipos:
| Equipo                           | Ciudad                | Estadio                               |
| -------------------------------- | --------------------- | ------------------------------------- |
| Atlético de Bilbao               | Bilbao                | San Mamés                             |
| Club Atlético-Aviación           | Madrid                | Metropolitano                         |
| Club de Fútbol Barcelona         | Barcelona             | Las Corts                             |
| Club Deportivo Castellón         | Castellón de la Plana | El Sequiol                            |
| Real Club Deportivo de La Coruña | La Coruña             | En la temporada inauguraron el Riazor |
| Real Club Deportivo Español      | Barcelona             | Sarriá                                |
| Real Gijón                       | Gijón                 | El Molinón                            |
| Granada Club de Fútbol           | Granada               | Los Cármenes                          |
| Club Real Murcia                 | Murcia                | La Condomina                          |
| Real Oviedo Club de Fútbol       | Oviedo                | Buenavista                            |
| Real Madrid Club de Fútbol       | Madrid                | Chamartín                             |
| Centro de Deportes Sabadell      | Sabadell              | Cruz Alta                             |
| Sevilla Club de Fútbol           | Sevilla               | Nervión                               |
| Valencia Club de Fútbol          | Valencia              | Mestalla                              |

Durante la temporada, el Deportivo de La Coruña inauguró su nuevo estadio de Riazor.

## Sistema de competición
El torneo estuvo organizado por la Federación Española de Fútbol.
Como en la temporada anterior, tomaron parte 14 equipos de toda la geografía española, encuadrados en un grupo único. Siguiendo un sistema de liga, se enfrentaron todos contra todos en dos ocasiones -una en campo propio y otra en campo contrario- durante un total de 26 jornadas. El orden de los encuentros se decidió por sorteo antes de empezar la competición.
La clasificación se estableció a razón del siguiente sistema de puntuación: dos puntos para el equipo vencedor de un partido, un punto para cada contendiente en caso de empate y cero puntos para el perdedor de un partido. El equipo que más puntos sumó se proclamó campeón de liga.
Los dos últimos clasificados descendieron directamente a Segunda División, siendo reemplazados la siguiente temporada por el campeón y el subcampeón de la categoría de plata. 
A partir de esta temporada sólo un equipo, al antepenúltimo clasificado, debió disputar la promoción de permanencia, ante el tercer clasificado de Segunda. Esta promoción se disputó a partido único en terreno neutral, siendo el vencedor el que obtuvo la participación en Primera División la siguiente temporada.

## Clasificación

### Clasificación final
| Pos. | Equipo                        | Pts. | PJ | G  | E | P  | GF | GC | Dif. | Clasificación                                |
| ---- | ----------------------------- | ---- | -- | -- | - | -- | -- | -- | ---- | -------------------------------------------- |
| 1    | C. F. Barcelona (C)           | 39   | 26 | 17 | 5 | 4  | 50 | 30 | +20  | Campeón                                      |
| 2    | Real Madrid C. F.             | 38   | 26 | 18 | 2 | 6  | 68 | 35 | +33  |                                              |
| 3    | Atlético Aviación             | 31   | 26 | 13 | 5 | 8  | 46 | 41 | +5   |                                              |
| 4    | Real Oviedo C. F.             | 31   | 26 | 13 | 5 | 8  | 50 | 48 | +2   |                                              |
| 5    | Valencia C. F.                | 30   | 26 | 12 | 6 | 8  | 61 | 35 | +26  |                                              |
| 6    | Atlético de Bilbao (C, O)     | 30   | 26 | 14 | 2 | 10 | 54 | 41 | +13  | Campeón de Copa.                             |
| 7    | Real Gijón                    | 24   | 26 | 9  | 6 | 11 | 42 | 46 | −4   |                                              |
| 8    | C. D. Castellón               | 24   | 26 | 10 | 4 | 12 | 43 | 50 | −7   |                                              |
| 9    | R. C. D. Español              | 23   | 26 | 10 | 3 | 13 | 44 | 39 | +5   |                                              |
| 10   | Sevilla C. F.                 | 22   | 26 | 9  | 4 | 13 | 52 | 49 | +3   |                                              |
| 11   | Club Real Murcia              | 19   | 26 | 7  | 5 | 14 | 40 | 58 | −18  |                                              |
| 12   | Granada C. F. (D)             | 19   | 26 | 7  | 5 | 14 | 40 | 55 | −15  | Promoción de permanencia en Primera División |
| 13   | C. D. Sabadell (D)            | 17   | 26 | 6  | 5 | 15 | 30 | 67 | −37  | Descenso a Segunda División                  |
| 14   | R. C. Deportivo La Coruña (D) | 17   | 26 | 5  | 7 | 14 | 36 | 62 | −26  | Descenso a Segunda División                  |

 Fuente: BDFutbol
Criterios de clasificación: Puntos · Diferencia de goles · Goles a favor · Play-off
|                      |
| Campeón CF Barcelona |

### Evolución de la clasificación
| Equipo / Jornada       | 01 | 02 | 03 | 04 | 05 | 06 | 07 | 08 | 09 | 10 | 11 | 12 | 13 | 14 | 15 | 16 | 17 | 18 | 19 | 20 | 21 | 22 | 23 | 24 | 25 | 26 |
| ---------------------- | -- | -- | -- | -- | -- | -- | -- | -- | -- | -- | -- | -- | -- | -- | -- | -- | -- | -- | -- | -- | -- | -- | -- | -- | -- | -- |
| CF Barcelona           | 5  | 13 | 7  | 5  | 4  | 3  | 2  | 4  | 3  | 3  | 1  | 3  | 3  | 2  | 3  | 3  | 1  | 1  | 1  | 1  | 1  | 1  | 1  | 1  | 1  | 1  |
| Real Madrid            | 14 | 8  | 8  | 8  | 10 | 8  | 6  | 3  | 1  | 2  | 3  | 2  | 2  | 1  | 2  | 1  | 2  | 2  | 2  | 2  | 2  | 2  | 2  | 2  | 2  | 2  |
| Atlético Aviación      | 6  | 10 | 5  | 4  | 3  | 5  | 8  | 7  | 8  | 8  | 7  | 8  | 7  | 7  | 7  | 6  | 5  | 5  | 5  | 5  | 5  | 6  | 6  | 4  | 3  | 3  |
| Real Oviedo            | 1  | 1  | 1  | 2  | 5  | 7  | 4  | 5  | 4  | 5  | 4  | 4  | 4  | 6  | 5  | 5  | 6  | 7  | 6  | 6  | 6  | 4  | 3  | 3  | 4  | 4  |
| Valencia CF            | 7  | 11 | 6  | 6  | 6  | 2  | 7  | 2  | 7  | 4  | 6  | 5  | 5  | 5  | 4  | 4  | 4  | 3  | 3  | 3  | 3  | 3  | 4  | 5  | 5  | 5  |
| Atlético de Bilbao     | 11 | 6  | 3  | 1  | 1  | 1  | 1  | 1  | 2  | 1  | 2  | 1  | 1  | 3  | 1  | 2  | 3  | 4  | 4  | 4  | 4  | 5  | 5  | 6  | 6  | 6  |
| Real Gijón             | 10 | 5  | 10 | 13 | 13 | 12 | 13 | 11 | 12 | 11 | 10 | 12 | 12 | 14 | 14 | 12 | 10 | 9  | 9  | 11 | 10 | 9  | 9  | 7  | 7  | 7  |
| CD Castellón           | 3  | 4  | 9  | 12 | 7  | 6  | 3  | 6  | 5  | 6  | 5  | 6  | 6  | 4  | 6  | 7  | 8  | 6  | 7  | 7  | 7  | 7  | 7  | 8  | 8  | 8  |
| RCD Español            | 9  | 14 | 13 | 11 | 12 | 13 | 12 | 13 | 14 | 12 | 14 | 14 | 13 | 11 | 11 | 9  | 9  | 11 | 11 | 10 | 11 | 11 | 11 | 10 | 9  | 9  |
| Sevilla CF             | 2  | 2  | 2  | 3  | 2  | 4  | 5  | 8  | 6  | 7  | 9  | 7  | 8  | 10 | 8  | 8  | 7  | 8  | 8  | 8  | 8  | 8  | 8  | 9  | 10 | 10 |
| Real Murcia            | 12 | 7  | 12 | 9  | 12 | 9  | 9  | 9  | 9  | 9  | 8  | 9  | 10 | 8  | 9  | 10 | 11 | 10 | 10 | 9  | 9  | 10 | 10 | 11 | 11 | 11 |
| Granada CF             | 13 | 9  | 11 | 7  | 9  | 12 | 10 | 12 | 13 | 14 | 13 | 13 | 14 | 12 | 12 | 13 | 14 | 14 | 13 | 14 | 12 | 13 | 12 | 12 | 12 | 12 |
| CD Sabadell            | 8  | 12 | 14 | 14 | 14 | 14 | 14 | 14 | 11 | 13 | 11 | 10 | 9  | 9  | 10 | 11 | 12 | 13 | 14 | 13 | 14 | 14 | 14 | 14 | 13 | 13 |
| Deportivo de La Coruña | 4  | 3  | 4  | 10 | 8  | 10 | 11 | 10 | 10 | 10 | 12 | 11 | 11 | 13 | 13 | 14 | 13 | 12 | 12 | 12 | 13 | 12 | 13 | 13 | 14 | 14 |

### Promoción de permanencia
La promoción se jugó a partido único en Madrid, con el siguiente resultado:
| 17 de junio de 1945 | Granada CF | 1:4     | RC Celta de Vigo | Estadio Metropolitano de Madrid, Madrid |  |
|                     |            | Reporte |                  |                                         |  |

## Resultados
- Campeón de Liga: FC Barcelona

- Descensos: CD Sabadell , Granada CF y Deportivo La Coruña

- Ascensos: Alcoyano, Hércules y Celta de Vigo

| Local \ Visitante  | ATH | ATA | BAR | CAS | DEP | ESP | GIJ | GRA | MUR | OVI | RMA | SAB | SEV | VAL |
| ------------------ | --- | --- | --- | --- | --- | --- | --- | --- | --- | --- | --- | --- | --- | --- |
| Atlético de Bilbao | —   | 0–1 | 4–1 | 1–3 | 5–2 | 3–0 | 0–1 | 4–1 | 5–1 | 0–1 | 2–1 | 4–1 | 4–0 | 2–2 |
| Atlético Aviación  | 1–0 | —   | 1–1 | 4–0 | 1–1 | 3–1 | 2–0 | 1–1 | 4–3 | 4–3 | 0–1 | 2–1 | 3–1 | 4–1 |
| C. F. Barcelona    | 5–2 | 2–2 | —   | 3–1 | 3–0 | 1–0 | 2–0 | 4–2 | 1–0 | 0–1 | 5–0 | 2–1 | 3–1 | 1–0 |
| C. D. Castellón    | 1–0 | 2–3 | 0–1 | —   | 4–0 | 2–0 | 3–0 | 2–0 | 2–1 | 5–3 | 0–3 | 8–0 | 2–2 | 0–0 |
| R. C. D. La Coruña | 1–2 | 4–1 | 1–2 | 1–1 | —   | 3–2 | 2–2 | 1–1 | 3–1 | 4–1 | 2–2 | 1–2 | 1–0 | 2–3 |
| R. C. D. Español   | 2–3 | 0–3 | 1–1 | 5–1 | 7–1 | —   | 0–0 | 7–2 | 1–0 | 3–0 | 2–0 | 1–3 | 2–1 | 0–2 |
| Real Gijón         | 0–2 | 2–0 | 2–5 | 4–0 | 3–3 | 0–1 | —   | 3–1 | 4–1 | 6–0 | 0–1 | 1–0 | 3–1 | 4–2 |
| Granada C. F.      | 2–3 | 2–1 | 1–2 | 0–2 | 3–0 | 2–0 | 0–0 | —   | 1–1 | 5–1 | 0–1 | 5–0 | 3–1 | 2–1 |
| C. R. Murcia       | 2–2 | 0–0 | 1–1 | 2–0 | 1–0 | 1–2 | 2–2 | 2–0 | —   | 5–1 | 3–5 | 2–0 | 3–1 | 2–1 |
| Real Oviedo C. F.  | 2–0 | 3–2 | 6–0 | 2–0 | 2–2 | 1–0 | 2–1 | 1–1 | 3–2 | —   | 4–0 | 6–2 | 2–0 | 2–0 |
| Real Madrid C. F.  | 4–1 | 3–1 | 1–0 | 2–1 | 6–0 | 3–0 | 4–1 | 6–2 | 2–1 | 4–1 | —   | 8–0 | 5–0 | 1–1 |
| C. D. Sabadell     | 1–2 | 0–1 | 0–1 | 1–1 | 2–1 | 0–6 | 2–2 | 3–2 | 4–0 | 0–0 | 3–2 | —   | 2–3 | 1–1 |
| Sevilla C. F.      | 2–3 | 4–1 | 0–0 | 8–1 | 3–0 | 1–1 | 6–0 | 4–1 | 4–0 | 1–1 | 1–2 | 4–0 | —   | 3–2 |
| Valencia C. F.     | 3–0 | 5–0 | 2–3 | 4–1 | 2–0 | 2–0 | 4–1 | 4–0 | 9–3 | 1–1 | 4–1 | 1–1 | 4–0 | —   |

## Máximos goleadores
| #  | Jugador                 | Equipo             | Goles |
| -- | ----------------------- | ------------------ | ----- |
| 1º | Telmo Zarra             | Atlético de Bilbao | 19    |
| 2º | Guillermo Gorostiza     | Valencia C. F.     | 17    |
| 3º | Edmundo Suárez, 'Mundo' | Valencia C. F.     | 16    |
|    | Sabino Barinaga         | Real Madrid C. F.  | 16    |
| 5º | César Rodríguez         | C. F. Barcelona    | 15    |
|    | Josep Escolà            | C. F. Barcelona    | 15    |

## Portero más goleado
- Ignacio Eizaguirre, del Valencia CF, encajó 28 goles en 22 partidos, obteniendo un promedio de 1,27 goles por partido.